# Dufourea desertorides
Dufourea desertorides är en biart som beskrevs av Ebmer 1978. Dufourea desertorides ingår i släktet solbin, och familjen vägbin. Inga underarter finns listade i Catalogue of Life.